# USS Case (DD-285)
Za druga plovila z istim imenom glejte USS Case.
USS Case (DD-285) je bil rušilec razreda Clemson v sestavi Vojne mornarice Združenih držav Amerike.
Rušilec je bil poimenovan po kontraadmiralu Augustusu Ludlowu Casu.